# Bellmead
Bellmead è un centro abitato degli Stati Uniti d'America situato nella contea di McLennan dello Stato del Texas.
La popolazione era di 9.901 persone al censimento del 2010. Fa parte dell'area metropolitana di Waco.

## Geografia fisica
Bellmead è situata a 31°35′48″N 97°05′48″W (31.596765, -97.096627).
Secondo lo United States Census Bureau, ha un'area totale di 6,2 miglia quadrate (16 km²).

## Società

### Evoluzione demografica
Secondo il censimento del 2010 c'erano 9.901 persone, 3.513 nuclei familiari e a labor force size of 4.756 persone. La densità di popolazione era di 1,549 persone per miglio quadrato (571,0/km²). La composizione etnica della città era formata dal 42,5% di bianchi, il 17,2% di afroamericani, lo 0,4% di nativi americani, lo 0,6% di asiatici, lo 0,1% di altre razze, e l'1,5% di due o più etnie. Ispanici o latinos di qualunque razza is il 37,8% della popolazione.
C'erano 3.513 nuclei familiari di cui il 47,01% aveva figli di età inferiore ai 18 anni. Il 30,5% avevano meno di 18 anni. Il numero di componenti medio di un nucleo familiare era di 2,5. Le donne costituivano il 48,9% della popolazione mentre gli uomini ne costituivano il 51,1%.
Il reddito medio per un nucleo familiare era di 43.523 dollari e quello di una famiglia era di 34.511 dollari. Il reddito pro capite era di 16.910 dollari.